# Joan Uriach Marsal
Juan Uriach Marsal (Barcelona, 9 de julio de 1929-Barcelona, 17 de diciembre de 2024) fue un empresario farmacéutico español.

## Biografía
Era licenciado en Farmacia por la Universidad de Barcelona. Dirigió la compañía familiar Laboratorios Uriach de donde surgieron productos como Fisiocrem, Lipograsil y Biodramina. Fue presidente de la compañía entre 1986 y 2005 y vicepresidente de la patronal del sector Farmaindustria. En 1988 sentó las bases de la Fundación Uriach, un centro de referencia en la difusión de la historia de las ciencias de la salud, la promoción de la salud natural y del patrimonio histórico-artístico de la compañía. Reconocido mecenas cultural, fue miembro de las Reales Academias de Farmacia, Medicina y Bellas Artes de Cataluña.
De 1993 a 1997 fue presidente del Consejo Social de la Universidad Autónoma de Barcelona. En 1987 recibió la Creu de Sant Jordi de la Generalidad de Cataluña. En 2015 recibió la medalla Carracido de la Real Academia Nacional de Farmacia en su categoría de oro.